# Pfarrkirche Sieggraben

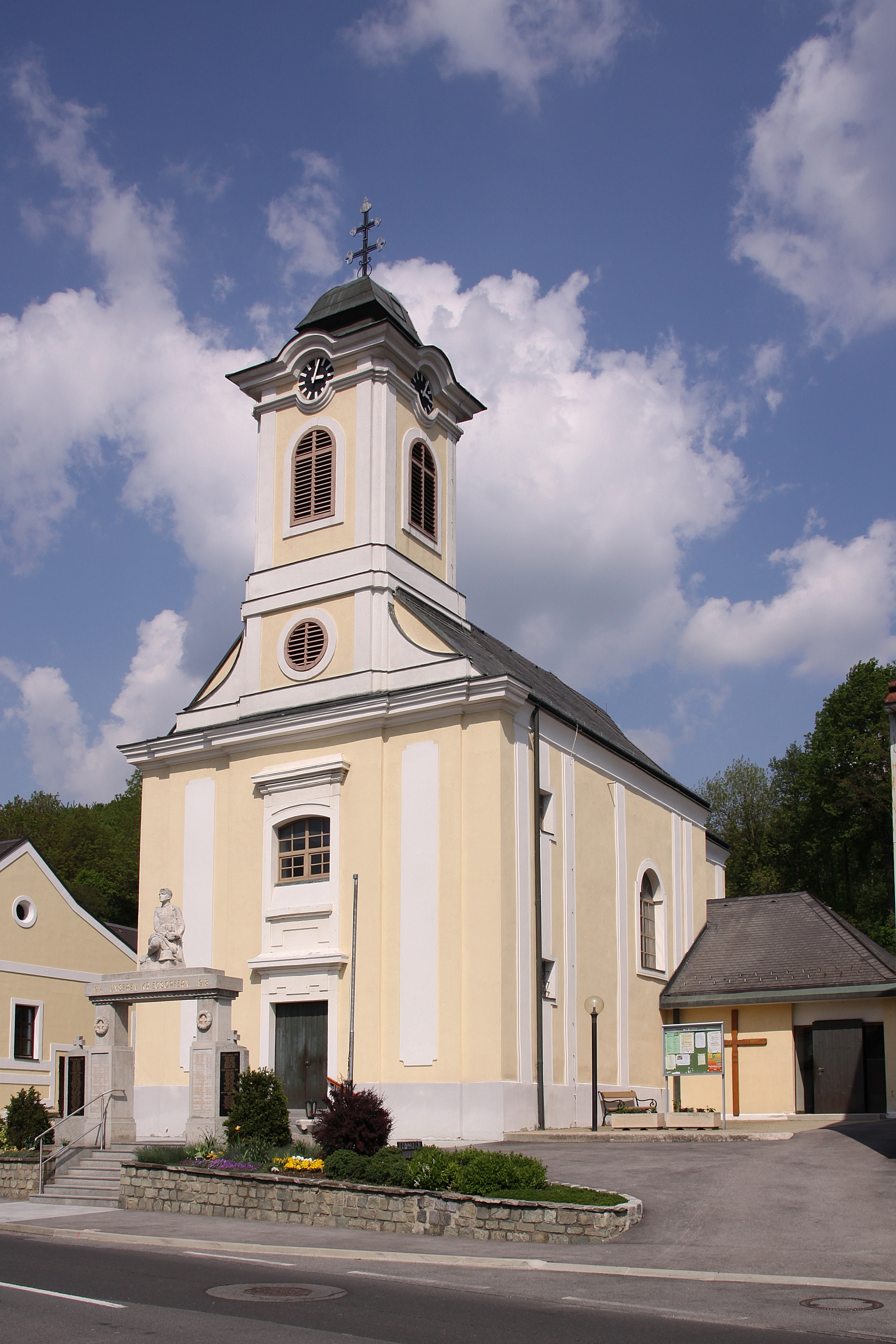
Kath. Pfarrkirche Zur Kreuzerhöhung in Sieggraben

Die römisch-katholische Pfarrkirche Sieggraben befindet sich im Ortszentrum der Gemeinde Sieggraben im Bezirk Mattersburg im Burgenland. Die auf das Fest Kreuzerhöhung geweihte Pfarrkirche gehört zum Dekanat Mattersburg in der Diözese Eisenstadt. Die Kirche steht unter Denkmalschutz.

## Geschichte
Die Pfarrkirche zur Kreuzerhöhung im Ortszentrum von Sieggraben wurde im Jahr 1797 neu erbaut. Zuvor hatte es eine Kirche am Sieggrabener Friedhof gegeben, die mit einem der heiligsten Dreifaltigkeit geweihten Hochaltar ausgestattet war.
1947 erfolgte eine Restaurierung der Pfarrkirche zur Kreuzerhöhung. In den Jahren 1979/1980 wurde die Kirche erweitert; am 12. Oktober 1980 wurde die erneuerte Pfarrkirche zur Kreuzerhöhung von Diözesanbischof Stefan László geweiht.

## Architektur
Über der westlichen Giebelfassade erhebt sich der mit einem flachen Zwiebelhelm ausgestattete Turm. Das Kirchenschiff weist eine Gliederung mit Faschen auf. Der eingezogene Chor hat einen flachen Schluss. Das Langhaus hat ein hohes quadratisches Mitteljoch über vier gestuften und gekehlten Eckpilastern mit einem Kuppelgewölbe auf einem durchlaufenden Gesims. Die zweigeschoßige schmale Westempore ist mit Segmentbogen zum Kirchenschiff geöffnet und hat Platzlgewölbe und eine vorgezogene Orgelbühne. Der quadratische platzlgewölbte Chor hat eine flache Ostnische mit gerundeten Ecken.
In den Jahren 1979/1980 wurde die Kirche in der Form von Anbauten um die bestehende Apsis herum erweitert, wodurch eine Art Querschiff entstand und die Kirche einen T-förmigen Grundriss erhielt.

## Ausstattung

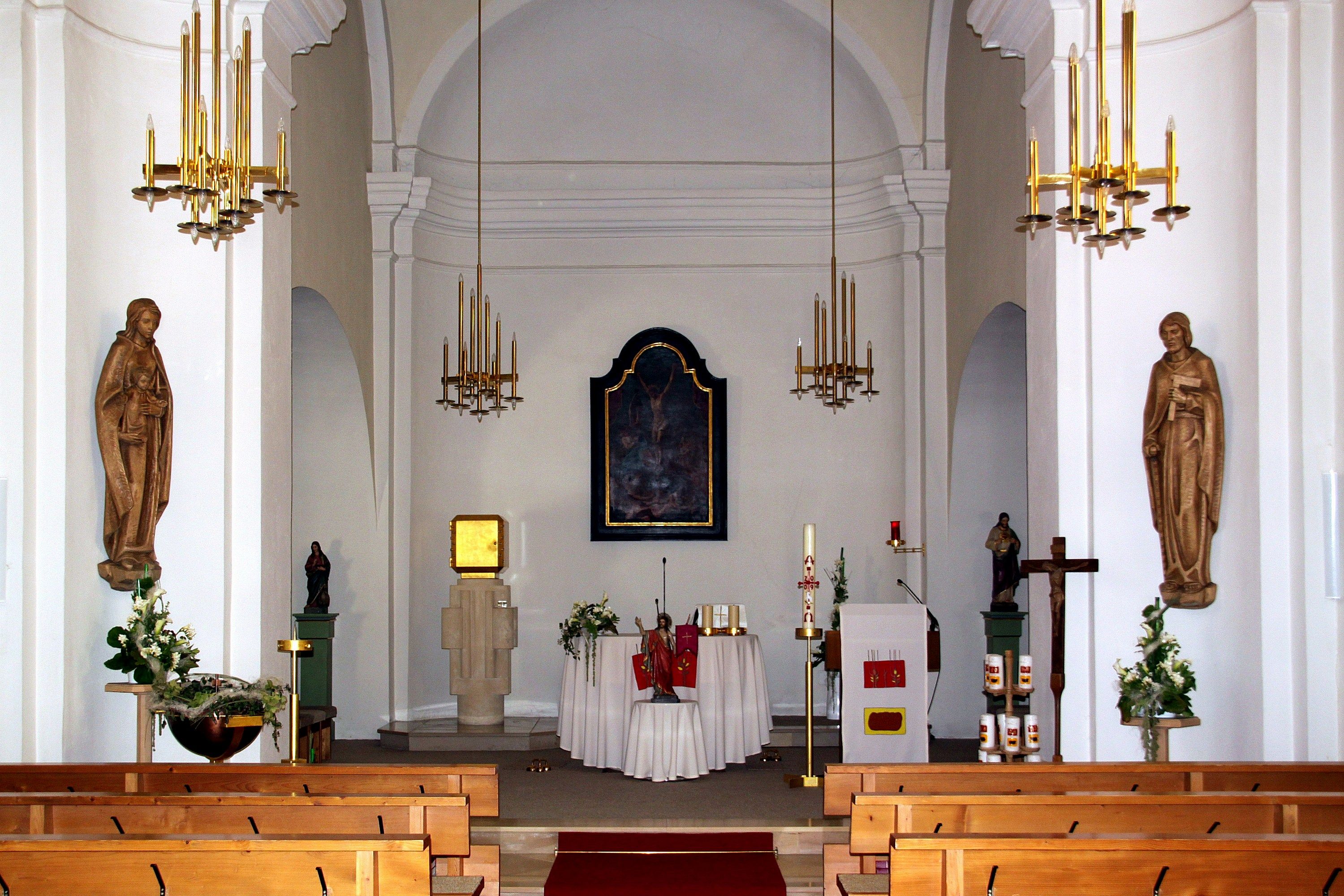
Einblick in den 1979/80 umgestalteten Altarraum

Vor dem Umbau der Kirche 1979/1980 gab es im Altarraum einen neugotischen Hochaltar, der 1900 entstanden war. Im vorderen Bereich der Kirche befand sich ein Seitenaltar mit einer Lourdesgrotte. Die im Zuge des Umbaus ebenfalls abgetragene Kanzel mit Sämannrelief war neugotisch. Über der Sakristeitür befand sich ein Madonnen-Ölbild aus der Mitte des 19. Jahrhunderts. Die bei der Umgestaltung entfernte Wandmalerei aus dem ersten Viertel des 20. Jahrhunderts zeigte die ungarischen Kroninsignien und die Büsten der vier Evangelisten.
Am 9. September 1928 wurde beim Stiegenaufgang zur Kirche zum Gedenken an die Gefallenen des Ersten Weltkrieges ein Kriegerdenkmal enthüllt. Schöpfer dieses Denkmals ist der Architekt Siegel aus Wien.
Im Zuge des Umbaus 1979/1980 wurde der Altarraum seines historistischen Gepräges entledigt; die Ausstattung wirkt seit 1980 vergleichsweise nüchtern. Das bereits bestehende Hochaltarbild „Christus als Erlöser der Armen Seelen“, auf dessen Rückseite die Jahreszahl 1834 vermerkt ist, wurde in das neue Ensemble implementiert. Der neue Altartisch und die Tabernakelstele sind in Sandstein ausgeführt. Der blattvergoldete Tabernakel bildet nun den Blickpunkt im Altarraum. An der Stelle des bis dahin dort platzierten Heiligen Grabes wurde 1979/1980 ein neuer Beichtstuhl eingerichtet.
Bei den 14 Kreuzwegstationen handelt es sich um Ölgemälde aus der zweiten Hälfte des 19. Jahrhunderts. Die Weihe der von Johann Werfring gespendeten „Kriegergedächtnisorgel“, deren Gehäuse historistische Formen aufweist, fand am 9. September 1928 statt. Das auf der Empore der Kirche befindliche Instrument ist eine mechanische Schleifladenorgel vom Orgelbauer Walcker-Mayer mit elf Registern und zwei Manualen.